# Giovanni Dominici
Giovanni Dominici (Florença, 1386 - Buda, 10 de junho de 1419) foi um cardeal do século XV.

## Primeiros anos
Nasceu em Florença em 1357. Seu sobrenome era Banchini ou Bacchini. Seu pai, Domenico Dominici, era comerciante; sua mãe, Paola Zorzi, era de Veneza. Ele era chamado de Cardeal de Ragusa.
Entrou na Ordem dos Pregadores (Dominicanos) no convento de S. Maria Novella, Florença, em 1372. Ordenado em 1380.
Vice-prior de S. Maria Novella, 1381; anterior, 1386-1387. Professor de teologia em S. Zanipolo, Veneza, 1388. A partir de 1391, iniciou movimento de reforma da observância da regra da sua ordem que motivou a sua nomeação para vigário geral dos conventos observantes em 1393. Em 1395 fundou o convento de Corpus Domini em Veneza. Expulso de Veneza em 1399, foi para Florença como vigário de S. Maria Novella, ensinando teologia e fundando o convento de Fiesole em 1405. Foi um brilhante orador e escritor de numerosas obras bíblicas.
Enviado a Roma por Florença em 1406 para ajudar a extinguir o cisma, chegou a Roma após a eleição do Papa Gregório XII, a quem informou da sua missão; em 5 de dezembro de 1407, o papa deu-lhe a faculdade de tratar a união com os delegados do antipapa Bento XIII; no próximo dezembro 13, foi enviado a Florença para pregar pela união da igreja; o papa, contra a vontade do frade, promoveu-o ao episcopado.
Eleito arcebispo de Ragusa em 26 de março de 1408. Consagrado (nenhuma informação encontrada). Nomeado legado perante o antipapa Bento XIII, com Giacopo del Torso, em 26 de março de 1408.
Criado cardeal-presbítero de S. Sisto no consistório de 9 de maio de 1408; ele manteve a administração da sé de Ragusa por um ano. Legado em Veneza, 17 de novembro de 1408. Legado na Hungria, 8 de janeiro de 1409. Em 23 de julho de 1409, foi nomeado abade commendatario do mosteiro de Ss. Andrea e Saba, Roma. Administrador da sé de Tropea, 16 de maio de 1410; ocupou o cargo até 17 de setembro seguinte. Reitor commendatario de S. Maria dell'Isola Tremici, diocese de Chieti, 23 de maio de 1410.
Legado em Génova e Milão, 1º de janeiro de 1411. Abade commendatario do mosteiro beneditino de Ss. Vito e Salvo, diocese de Chieti, 13 de janeiro de 1411. Administrador da sé de Melfi, 2 de março de 1412. Administrador da Sé de Bova, 21 de abril de 1412; ocupou o cargo até sua morte. Cardeal protopresbítero em setembro de 1412. Legado na Alemanha, 25 de setembro de 1414. Grande penitenciário em novembro de 1415.
Quando o Papa Gregório XII decidiu abdicar para acabar com o cisma, encarregou o Cardeal Dominici, juntamente com o Procurador Carlo Malatesta, de trazer sua abdicação ao Concílio de Constança em 4 de julho de 1415; ele apresentou sua renúncia ao cargo de cardeal, mas o conselho recusou e o enviou como legado a Sinigaglia em 30 de janeiro. 1416. Participou do conclave de 1417, que elegeu o Papa Martinho V. Nomeado pelo novo papa legado na Boêmia e na Hungria em 10 de julho de 1418; ele acompanhou o imperador Sigismundo quando o monarca deixou Genebra no dia 22 de julho seguinte.
Morreu em Buda em 10 de junho de 1419. Sepultado no convento de São Paulo Eremita, Buda. Numerosos milagres aconteceram em seu túmulo.
Invocado como beato desde maio de 1622, foi beatificado, por reconhecimento de culto público imemorial, pelo Papa Gregório XVI em 9 de abril de 1832; sua festa é comemorado em 10 de junho.

## Ligações Externas
- «Enciclopedia Britannica» (em inglês)
- «Dizionario biografico degli italiani» (em italiano)
- «Treccani» (em italiano)
- «Media Libray Online» (em italiano)
- «Open Libray» (em inglês)
- «Catholic Encyclopedia» (em inglês)
- «Catholic Encyclopedia» (em inglês)
- «Santi e Beati» (em italiano)
- «Political views in the preaching of Giovanni Dominici in Renaissance Florence, 1400-1406. (*).» (em inglês)